# Konstsim vid världsmästerskapen i simsport 2025 – Damernas fria soloprogram
Damernas fria soloprogram i konstsim vid världsmästerskapen i simsport 2025 avgjordes mellan den 20 och 22 juli 2025 i i World Aquatics Championships Arena i Singapore.

## Resultat
Kvalet startade den 20 juli klockan 10:02. Finalen startade den 22 juli klockan 10:02.
Grön bakgrund betyder att konstsimmaren gick vidare till finalen
| Placering | Simmare                  | Nationalitet         | Kval     | Kval      | Final            | Final            |
| Placering | Simmare                  | Nationalitet         | Poäng    | Placering | Poäng            | Placering        |
| --------- | ------------------------ | -------------------- | -------- | --------- | ---------------- | ---------------- |
| 1         | Iris Tió                 | Spanien              | 235,3063 | 3         | 245,1913         | 1                |
| 2         | Xu Huiyan                | Kina                 | 238,7737 | 1         | 241,0025         | 2                |
| 3         | Vasilina Chandosjka      | Neutrala idrottare A | 238,2762 | 2         | 239,5437         | 3                |
| 4         | Vasiliki Alexandri       | Österrike            | 229,8163 | 5         | 238,9976         | 4                |
| 5         | Klara Bleyer             | Tyskland             | 229,9099 | 4         | 237,5600         | 5                |
| 6         | Enrica Piccoli           | Italien              | 225,7726 | 6         | 232,6551         | 6                |
| 7         | Marloes Steenbeek        | Nederländerna        | 218,5851 | 8         | 226,3387         | 7                |
| 8         | Audrey Lamothe           | Kanada               | 219,5675 | 7         | 224,2263         | 8                |
| 9         | Maria Alavidze           | Georgien             | 213,2687 | 11        | 220,9438         | 9                |
| 10        | Jasmine Verbena          | San Marino           | 214,1775 | 9         | 216,6937         | 10               |
| 11        | Zoi Karangelou           | Grekland             | 213,8351 | 10        | 216,1775         | 11               |
| 12        | Kyra Hoevertsz           | Aruba                | 209,7838 | 12        | 206,7925         | 12               |
| 13        | Karina Magrupova         | Kazakstan            | 205,5326 | 13        | Gick inte vidare | Gick inte vidare |
| 14        | Lea Krajčovičová         | Slovakien            | 204,6238 | 14        | Gick inte vidare | Gick inte vidare |
| 15        | Ece Üngör                | Turkiet              | 203,8162 | 15        | Gick inte vidare | Gick inte vidare |
| 16        | Rachel Thean             | Singapore            | 201,2638 | 16        | Gick inte vidare | Gick inte vidare |
| 17        | Matea Butorac            | Kroatien             | 195,0713 | 17        | Gick inte vidare | Gick inte vidare |
| 18        | Zoe Poulis               | Australien           | 185,1412 | 18        | Gick inte vidare | Gick inte vidare |
| 19        | Ariana Coronado          | Peru                 | 183,0175 | 19        | Gick inte vidare | Gick inte vidare |
| 20        | Zea Montfort             | Malta                | 180,4912 | 20        | Gick inte vidare | Gick inte vidare |
| 21        | Jennifer Russanov        | Nya Zeeland          | 180,2101 | 21        | Gick inte vidare | Gick inte vidare |
| 22        | Sabina Makhmudova        | Uzbekistan           | 161,9862 | 22        | Gick inte vidare | Gick inte vidare |
| 23        | Lucía Ververis           | Uruguay              | 149,0163 | 23        | Gick inte vidare | Gick inte vidare |
| 24        | Cesia Castaneda          | El Salvador          | 147,8300 | 24        | Gick inte vidare | Gick inte vidare |
| 25        | Shao Anlan               | Macao                | 140,6200 | 25        | Gick inte vidare | Gick inte vidare |
| 26        | Xera Vegter Maharajh     | Sydafrika            | 134,0263 | 26        | Gick inte vidare | Gick inte vidare |
| 27        | Hilda Tri Julyandra      | Indonesien           | 132,6663 | 27        | Gick inte vidare | Gick inte vidare |
| 28        | María Alfaro             | Costa Rica           | 128,0950 | 28        | Gick inte vidare | Gick inte vidare |
| 29        | Alexandra Mansaré-Traoré | Guinea               | 100,2962 | 29        | Gick inte vidare | Gick inte vidare |
| 30        | Talía Joa                | Kuba                 | 91,7500  | 30        | Gick inte vidare | Gick inte vidare |